# Šport u 1921.
◄◄ | ◄ | 1918. | 1919. | 1920. | 1921.  | 1922. | 1923. | 1924. | ► | ►►
Arhitektura • Astronomija • Biologija • Film • Fotografija • Glazba • Kazalište • Kemija • Kiparstvo • Knjige • Književnost • Kršćanstvo • Meteorologija • Medicina • Planinarstvo • Politika • Pravo • Promet • Slikarstvo • Strip • Šport • Televizija • Znanost • Zrakoplovstvo • Željeznički promet
Šport u 1921.

## Svijet

### Osnivanja
- FK Željezničar Sarajevo, bosanskohercegovački nogometni klub
- Cruzeiro Esporte Clube, brazilski nogometni klub
- FK Montana, bugarski nogometni klub
- Sporting Clube de Braga, portugalski nogometni klub
- FC Astra Giurgiu, rumunjski nogometni klub

## Hrvatska i u Hrvata

### Osnivanja
- NK Jarun Zagreb, hrvatski nogometni klub

## Vanjske poveznice
|  | Zajednički poslužitelj ima još gradiva o temi Šport u 1921. |